# Tatiana Suarez
Tatiana Suarez (Covina, 19 de dezembro de 1990) é uma lutadora norte-americana de artes marciais mistas, que também já fez carreira no wrestling. Ela derrotou Chel-c Bailey, JJ Aldrich e Kate Jackson durante a 23ª temporada do reality show The Ultimate Fighter, tornando-se a vencedora do TUF, no peso-palha.

## Antecedentes
Suarez tem ascendência mexicana. Ela foi duas vezes medalhista de bronze nos campeonatos mundiais de freestyle wrestling. Em 2011, ela foi classificada como a freestyle wrestler n°1 nos EUA, da categoria até 55kg. Enquanto treinava para os Jogos Olímpicos de Verão de 2012, em Londres, Suarez sofreu uma lesão no pescoço, o que desencaminhou suas aspirações olímpicas. Uma ressonância magnética e uma tomografia não só revelaram um disco incômodo no pescoço, mas um crescimento canceroso na tireóide. A terapia de radiação seguiu-se, juntamente com a remoção da tireóide e diversos linfonodos em volta do pescoço. Após o tratamento bem sucedido, o tumor da tiroide desapareceu, mas também ela não retornou à carreira de luta livre. Desejando competir novamente, ela começou a praticar Brazilian jiu-jitsu, que a levou migrar para o MMA.

## Carreira no MMA

### Começo da carreira
Suarez começou a treinar MMA em 2013, e fez sua estreia no MMA amador em fevereiro de 2014, derrotando Elizabeth Rodriguez por TKO no primeiro round. Ela lutou novamente, apenas um mês depois, e derrotou Jessica Pryor por decisão unânime, antes de tornar-se profissional.
Suarez iniciou sua bem sucedida carreira profissional no MMA em julho de 2014, na promoção Gladiator Challenge, derrotando Tyra Parker por decisão unânime. Ela retornou em abril de 2015, e finalizou Carolina Alvarez com uma chave de braço no primeiro round. Ela fez sua última aparição na organização em agosto de 2015, derrotando Arline Coban por TKO no segundo round. Com esta vitória, ela ganhou o campeonato do Gladiator Challenge, o California State Championship Series.

### The Ultimate Fighter 23
Suarez foi escolhida como participante na 23ª temporada do reality show The Ultimate Fighter. Em sua luta para entrar na casa, ela derrotou Chel-c Bailey por decisão unânime. Seu desempenho dominante fez com que ela fosse a primeira selecionada pela treinadora Cláudia Gadelha. Nas quartas de final, enfrentou a n°1 da equipe de Joanna Jędrzejczyk e veterana do Invicta FC, JJ Aldrich. Ela finalizou Aldrich no segundo round com um mata-leão, avançando para as semifinais. Em sua terceira luta, enfrentou a companheira de equipe Kate Jackson. Ela finalizou Jackson no primeiro round com uma guilhotina, e avançou para a tão esperada final.

### Ultimate Fighting Championship
Suarez enfrentou a companheira da Equipe Cláudia, Amanda Cooper, nas finais, em 8 de julho de 2016, no The Ultimate Fighter 23 Finale. Ela ganhou a luta com um triângulo de mão no primeiro round, tornando-se a vencedora do torneio no peso-palha.
Suarez enfrentou Viviane Pereira, em 11 de novembro de 2017, no UFC Fight Night: Poirier vs. Pettis. Ela ganhou a luta por decisão unânime.

## Cartel no MMA
| Cartel no MMA   |            |           |
| 8 lutas         | 8 vitórias | 0 derrota |
| Por nocaute     | 3          | 0         |
| Por finalização | 4          | 0         |
| Por decisão     | 5          | 0         |

| Res.    | Cartel | Oponente         | Método                         | Evento                                                    | Data       | Round | Tempo | Local                     | Notas                                                                                        |
| ------- | ------ | ---------------- | ------------------------------ | --------------------------------------------------------- | ---------- | ----- | ----- | ------------------------- | -------------------------------------------------------------------------------------------- |
| Vitória | 8-0    | Nina Ansaroff    | Decisão (unânime)              | UFC 238: Cejudo vs. Moraes                                | 08/06/2019 | 3     | 5:00  | Chicago, Illinois         |                                                                                              |
| Vitória | 7-0    | Carla Esparza    | Nocaute Técnico (cotoveladas)  | UFC 228: Woodley vs. Till                                 | 08/09/2018 | 3     | 4:33  | Dallas, Texas             |                                                                                              |
| Vitória | 6-0    | Alexa Grasso     | Finalização (mata leão)        | UFC Fight Night: Maia vs. Usman                           | 19/05/2018 | 1     | 2:44  | Santiago                  |                                                                                              |
| Vitória | 5-0    | Viviane Pereira  | Decisão (unânime)              | UFC Fight Night: Poirier vs. Pettis                       | 11/11/2017 | 3     | 5:00  | Norfolk, Virgínia         |                                                                                              |
| Vitória | 4-0    | Amanda Cooper    | Finalização (triângulo de mão) | The Ultimate Fighter: Team Joanna vs. Team Cláudia Finale | 08/07/2016 | 1     | 3:43  | Las Vegas, Nevada         | Estreia no peso-palha. Venceu o The Ultimate Fighter 23 no peso-palha. Performance da Noite. |
| Vitória | 3-0    | Arline Coban     | Nocaute Técnico (socos)        | Gladiator Challenge: California State Championship Series | 22/08/2015 | 2     | 0:48  | San Jacinto, Califórnia   |                                                                                              |
| Vitória | 2-0    | Carolina Alvarez | Finalização (chave de braço)   | Gladiator Challenge: California State Championship Series | 11/04/2015 | 1     | 2:01  | San Jacinto, Califórnia   |                                                                                              |
| Vitória | 1-0    | Tyra Parker      | Decisão (unânime)              | Gladiator Challenge: Night of the Champions               | 19/07/2014 | 3     | 5:00  | Rancho Mirage, Califórnia | Ganhou o Cinturão Peso-Mosca Vago do Gladiator Challenge.                                    |

### Cartel noTUF 23
| Res.    | Cartel | Oponente      | Método                   | Evento                                             | Data                  | Round | Tempo | Local             | Notas            |
| ------- | ------ | ------------- | ------------------------ | -------------------------------------------------- | --------------------- | ----- | ----- | ----------------- | ---------------- |
| Vitória | 3–0    | Kate Jackson  | Finalização (guilhotina) | The Ultimate Fighter: Team Joanna vs. Team Cláudia | 06/07/2016 (exibição) | 1     | 2:53  | Las Vegas, Nevada | Semifinal        |
| Vitória | 2–0    | JJ Aldrich    | Finalização (mata leão)  | The Ultimate Fighter: Team Joanna vs. Team Cláudia | 03/05/2016 (exibição) | 2     | 3:14  | Las Vegas, Nevada | Quartas de Final |
| Vitória | 1–0    | Chel-c Bailey | Decisão (unânime)        | The Ultimate Fighter: Team Joanna vs. Team Cláudia | 20/04/2016 (exibição) | 2     | 5:00  | Las Vegas, Nevada | Luta Preliminar  |